# Acanthoaxiidae
Die Acanthoaxiidae sind eine Familie der Achtstrahligen Korallen (Octocorallia), die in flachen bis mäßig tiefen Bereichen des tropischen Indopazifiks, des Roten Meers und des östlichen Atlantiks vorkommt.

## Merkmale
Wie fast alle Oktokorallen bilden die Arten der Familie Acanthoaxiidae Kolonien, die aus vielen Einzelpolypen mit jeweils acht Tentakeln bestehen. Die Kolonien wachsen ohne Skelettachse als häutiger Überzug des Untergrundes (Gattung Altumia) oder mit Skelettachse baumartig und spärlich verzweigt (Gattung Acanthoaxis). Im letzteren Fall ist die Skelettachse proteinhaltig mit einem schmalen, hohlen, weichen, kreuzgekammerten Mittelkern und markanten Stacheln auf der Oberfläche. Trotz ihrer unterschiedlichen Wuchsform werden die zwei Gattungen in eine Familie vereint. Charakteristisches Merkmal der Familie Acanthoaxiidae ist das völlige Fehlen von Skleriten in allen Abschnitten der Kolonie. Die Arten der Acanthoaxiidae leben nicht mit Zooxanthellen in einer Endosymbiose und sind daher vollständig auf planktonische Nahrung angewiesen.

## Gattungen
Zur Familie Acanthoaxiidae gehören zwei Gattungen mit je einer Art:
- Acanthoaxis van Ofwegen & McFadden, 2010
- Altumia Benayahu, McFadden & Shoham, 2017